# Prek Sbauv

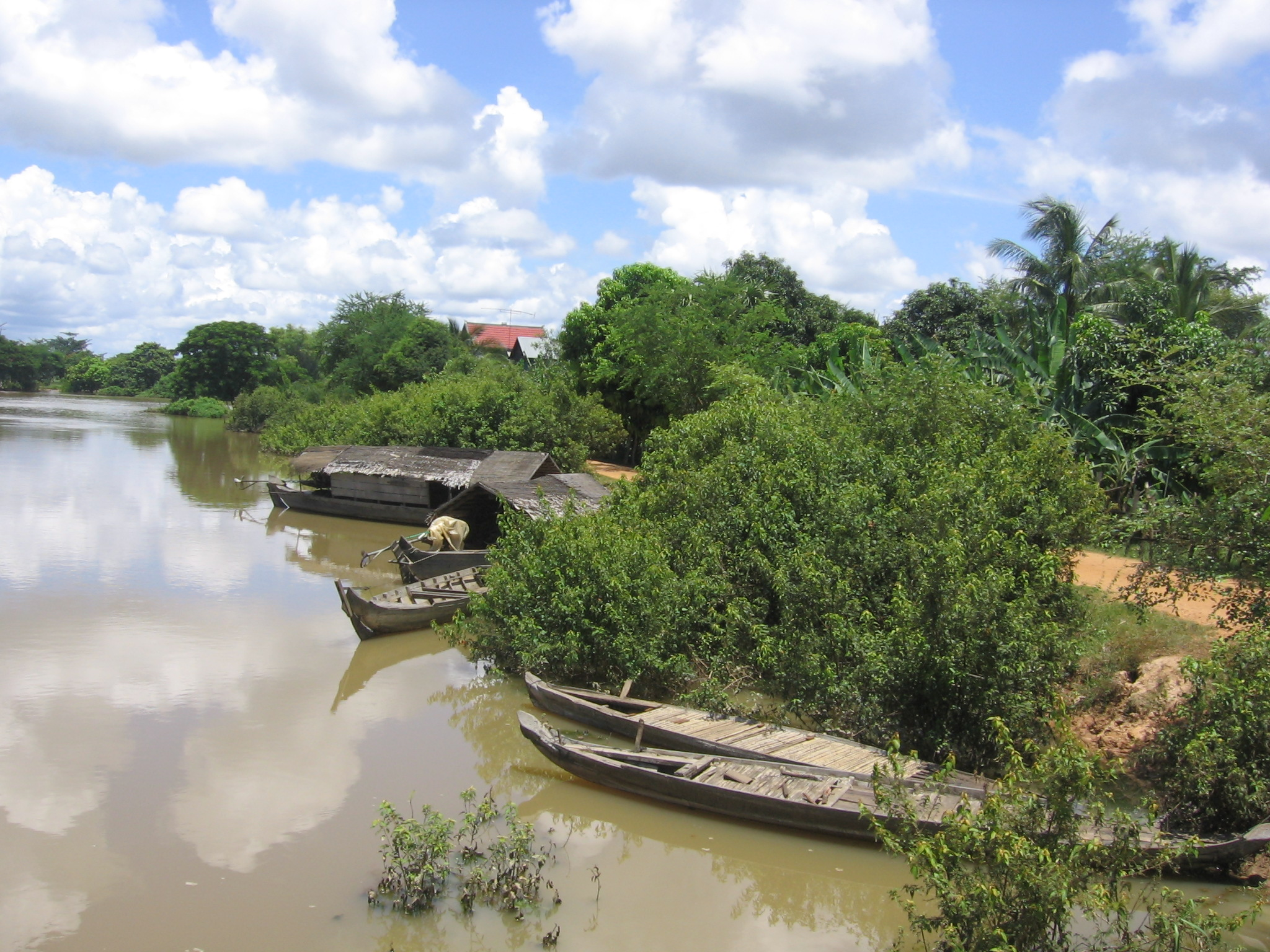
Prek Sbauv

Prek Sbauv – wieś w Kambodży w prowincji Kampong Thum, w powiecie Kampong Svay, położona nad rzeką Sen, miejsce narodzin Pol Pota. Okres jego rządów w latach 1975–1979 przeżyło ok. 10% mieszkańców miejscowości.